# Compotée de lièvre
La compotée de lièvre est une déclinaison allégée du « lièvre à la royale ». Elle en reprend les ingrédients sans tomber dans le travers d'une préparation et d'une cuisson complexes.

## Historique
La compotée est dérivée du lièvre à la royale d’Antonin Carême. En effet, sur la base de cette première recette, deux écoles s'affrontèrent : celle des tenants du lièvre servi en roulade avec du foie gras entier, et celle des tenants de la recette du lièvre compoté du sénateur Couteaux. Depuis, le lièvre à la royale, gloire de la cuisine française, a été honni par les adeptes de la nouvelle cuisine.

## Ingrédients
Ce mets nécessite un lièvre avec son foie et son sang, du vin rouge, de l'huile d'olive, des échalotes, un oignon, des gousses d'ail, des tomates, des dés de lard, du cognac, un bouquet garni, ainsi que de la crème fraîche, du sel et du poivre,. 
Ce mets peut être présenté avec des pommes de terre cuites au four et une salade frisée truffée, assaisonnée d'une vinaigrette d'huile d’olive et de vinaigre balsamique. Pour la compotée à la royale, il est présenté sur des escalopes de foie gras.

## Préparation
Le lièvre, qui a mariné, est mis à revenir avec le lard, les légumes et le bouquet garni. Quand les morceaux ont coloré, ils sont recouverts de vin rouge, salés et poivrés avant d'être portés à ébullition puis de mijoter à couvert. Au bout de 2 h 30, la viande est retirée afin d'être effilochée en dégageant tous les os. À la sauce sont ajoutés la crème, le sang et le foie pilé pour être mixés,.
Dans la préparation classique, les pommes de terre évidées légèrement sont cuites au four arrosées d'huile d'olive puis farcies avec la compotée avant d'être nappées de sauce. Sur la  frisée est râpée une truffe fraîche. Pour la préparation à la royale, cette compotée est déposée sur des escalopes de foie gras cuites à la poêle.

## Accord mets/vins
Traditionnellement sont conseillés pour accompagner ce mets des vins rouges comme un anjou, un madiran ou un châteauneuf-du-pape,.